# Гимнастика на летних Олимпийских играх 2000
В программу летних Олимпийских игр 2000 года впервые были включены прыжки на батуте, таким образом, соревнования по гимнастике проходили в трёх дисциплинах: спортивная гимнастика, художественная гимнастика, прыжки на батуте.
Соревнования по спортивной гимнастике прошли с 16 по 25 сентября в сиднейском спорткомплексе «Супер Доум» (англ. Sydney Super Dome). По итогам соревнований для мужчин и для женщин бесспорным лидером стала сборная России, завоевавшая 15 наград (из них 5 золотых медалей). По две золотые медали выиграли Елена Замолодчикова и Алексей Немов. У женщин все медали в пяти личных дисциплинах выиграли гимнастки из трёх стран — России, Румынии и Китая. Тем не менее, после Игр разгорелись допинговые скандалы в отношении спортсменок Румынии (в 2000 году) и Китая (в 2010 году).
Соревнования по художественной гимнастике проходили в павильоне Росс в Сиднейском Олимпийском парке. Были две дисциплины: личное многоборье и командное многоборье. В обеих дисциплинах Россия завоевала две золотые медали, положив начало цепочке своих успехов на Олимпийских играх. Две серебряные медали завоевала Беларусь, по одной бронзовой также есть у России в личном многоборье и у Греции в командном многоборье.
Золотые медали в соревнованиях по прыжкам на батуте достались спортсменам сборной России.